# Deutsche Gesellschaft für Biophysik
Die Deutsche Gesellschaft für Biophysik e. V. (DGfB) ist eine unabhängige deutsche Fachgesellschaft zur Förderung und Verbreitung von Wissenschaft und Forschung im Bereich der Biophysik. Sie verfolgt zudem den Zweck Wissenschaftlern und Personen, die sich mit biophysikalischen Forschungen auseinandersetzen, zusammenzubringen.

## Gründung und Struktur
Die Deutsche Gesellschaft für Biophysik wurde im Jahr 1962 gegründet und in das Vereinsregister eingetragen. Der Sitz des Vereins ist in Frankfurt am Main.
Die Organe der Gesellschaft für Biophysik sind die Mitgliederversammlung, die Sektionen, der Vorstand und der erweiterte Vorstand.
Die DGfB gliedert sich in drei Sektionen, welche sich auf unterschiedliche Teilgebiete der Biophysik konzentrieren:
- Die Sektion I: Molekulare Biophysik beschäftigt sich mit Molekülen sowie Molekülverbänden und analysiert die mit einhergehenden Lebensprozesse. Hierbei werden Theorien sowie experimentelle Ansätze miteinander verbunden.

- Die Sektion II: Membranbiophysik setzt sich mittels verschiedener Methoden und Techniken mit der Forschung von biologischen Membranen und künstlichen Membranmodellen auseinander.

- Die Sektion III: Zelluläre Biophysik spezialisiert sich auf die zelluläre Biophysik und untersucht Organellen sowie die Zellen und ihre Funktionen.

## Mitgliedschaften und Mitglieder
Mitglied kann werden, wer sich „durch wissenschaftliche Arbeit auf dem Gebiet der Biophysik ausgewiesen oder die Biophysik maßgebend und entscheidend gefördert hat“. Im Jahr 2021 hat die DGfB nach eigenen Angaben rund 600 Mitglieder.
Die Deutsche Gesellschaft für Biophysik ist Mitglied in der Union Deutscher Biologischer Gesellschaften, der European Biophysical Societies Association, der International Union of Pure and Applied Physics (IUPAP – Commission C6) sowie der International Union for Pure and Applied Biophysics (IUPAB).
Ebenfalls hat die Gesellschaft seit 1965 einen vertraglichen Zusammenschluss mit der Deutschen Physikalischen Gesellschaft (DPG).
Vorstandsvorsitzender der DGfB ist Helmut Grubmüller. Stellvertretende Vorstandsvorsitzende ist Claudia Steinem sowie Klaus Gerwert.
Sekretär der DGfB ist Thomas Gutsmann.
Kassenführer ist Sandro Keller.

## Aktivitäten
Im Wechsel mit dem EBSA Kongress veranstaltet die Deutsche Gesellschaft für Biophysik Jahrestagungen, bei der aktuelle Forschungen und Erkenntnisse präsentiert werden. Die Tagungen werden in einem verschriftlicht und veröffentlicht.
Die drei Sektionen veranstalten parallel zu der Jahrestagung eigene Sektionstagungen. Diese Sektionstagungen finden häufig in Kooperation mit weiteren biophysikalischen Gesellschaften statt, welche sich mit den jeweiligen Teilgebieten auseinandersetzen.
Die Jahrestagungen sowie die Sektionstagungen werden durch diverse und wechselnde Sponsoren gefördert und finanziert.
Des Weiteren fördert sie, unter anderem durch die Vergabe von wissenschaftlichen Preisen, den wissenschaftlichen Nachwuchs.

## Veröffentlichungen
Die Deutsche Gesellschaft für Biophysik gibt Sitzungsberichte zu den von ihr mit veranstalteten Tagungen heraus. WorldCat listet 47 Werke in insgesamt 71 Veröffentlichungen.